# Syzetoninus morulus
Syzetoninus morulus es una especie de coleóptero de la familia Aderidae.

## Distribución geográfica
Habita en Australia.